# زبيغنف رليغا

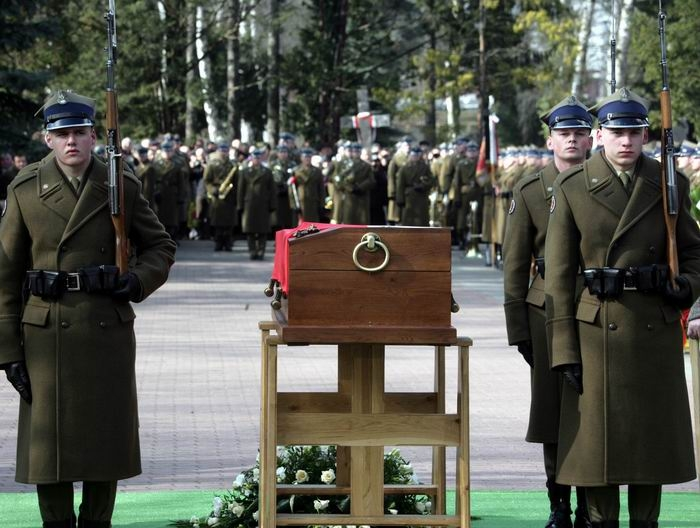
صورة لجنازته

زبيغنف رليغا [ˈzbʲiɡɲɛf rɛˈliɡa]  (16 ديسمبر 1938 - 8 مارس 2009) جراح قلب بارز وسياسي بولندي.
أتم دراسة الطب في جامعة وارسو الطبية عام 1963.

يعد أول من قام بعملية زراعة قلب ناجحة في بولندا عام 1987 واستغرقت العملية 23 ساعة.

شغل منصب وزير الصحة البولندي من 31 أكتوبر 2005 إلى 17 نوفمبر 2007